# Lufilian-Bogen
Der Lufilian-Bogen oder auch Lufilian-Gürtel ist ein fossiles, deformiertes Sedimentbecken im zentralen südlichen Afrika, in dem niedrig- bis hochgradig metamorphe Sedimentgesteine (Metasedimente) neoproterozoischen Alters mit geringen magmatischen Anteilen enthalten sind. Deformation und Metamorphose erfolgten im Zuge der Pan-Afrikanischen Orogenese im Wesentlichen durch Interaktion zwischen dem Kongo-São-Francisco- und Kalahari-Kraton. Die entsprechende Faltungsphase wird auch Lufilian-Orogenese genannt.
Teile des Lufilian-Bogens sind von besonderer wirtschaftlicher Bedeutung, da dort bedeutende Vorkommen von Kupfer-, Kobalt- und anderen Erzen abgebaut werden.

## Geografische Erstreckung
Der Lufilian-Bogen (im folgenden Text als LB abgekürzt) schließt an den westlichen Zonen des Sambesi-Gürtels sowie Irumide-Gürtels des Mosambik-Gürtels an und kontaktiert in Nordwest-Richtung den damals noch verbundenen Kraton Kongo-São Francisco (Kongo-SF). In Südost-Richtung ist der LB durch den Kalahari-Kraton und in Nordrichtung durch den Kibara-Gürtel begrenzt. In Nordost-Richtung schließt der LB an den Bangweulu-Block an, während er südlich durch die Mwembeshi-Scherzone vom Sambesi-Gürtel abgegrenzt ist.
Der LB ist Teil eines Orogenkomplexes, der sich quer durch das südliche Afrika zieht. Dieser schließt östlich an den Mosambik-Gürtel an und umfasst den Sambesi-Gürtel, den LB und den Damara-Gürtel. Alle werden dem umfassenderen Pan-Afrikanischen Orogenkomplex zugeordnet, der während der Formierung von Gondwana entstand.
Dieser Bogen, der eine nach Norden zeigende konvexe Form aufweist, liegt etwa zentral im südlichen Afrika und verläuft vom Nordwesten Sambias durch die ehemalige Katanga-Provinz der Demokratischen Republik Kongo (DR Kongo) bis Ost-Angola.

## Geologische Entwicklung

### Grundgebirge
Das Grundgebirge des LB bilden paläoproterozoische und mesoproterozoische Gesteine. Das untere Basement enthält Granite, Gneise und Glimmerschiefer, die während der Eburnean-Orogenese, 2.200 bis 2.000 mya (Million Jahre alt), entstanden. Im oberen Basement, das in Sambia auf dem unteren Basement lagert und nur stellenweise im LB vorhanden ist, kommen hauptsächlich Glimmerschiefer, Quarzite und Quarz-Muskovit-Glimmerschiefer vor.
Während der Kibara-Orogenese, dem afrikanischen Teil der Grenville-Orogenese, wurden diese Gesteine zwischen 1.350 und 1.100 mya deformiert und metamorph überprägt.

### Grabenbruch- und Sedimentbecken-Bildung, Sedimentablagerungen
Die geologische Entwicklung des LB begann um 880 mya, als der Superkontinent Rodina zu zerfallen begann. Es entstanden intra-kontinentale Grabenbrüche (Rifting), die vom Magmatismus begleitet waren. Die durch aulakogene, nicht zu ozeanische Spreizungen führenden und relativ flachen Grabenbrüche entstandenen Becken füllten sich mit Meereswasser und nahmen 5 bis 10 km dicke Sedimentschichten auf, die als Katanga Supergroup bezeichnet wird. Als Sedimentquelle dienten die umliegenden Kratone, Terrane und Orogene.
Die Katanga Supergroup wird standardmäßig in drei lithostratigraphische Gruppen und mehrere Untergruppen unterteilt. Die Gruppen entsprechen den jeweiligen Grabenbrüchen, während die Untergruppen weitere, in den Grabenbrüchen entstandene Becken darstellen.
Die unterste bildet die Roan-Gruppe, ab 880 mya, die ein Kontinentalgrabenbruch mit fluviatilen (Fluss-) und lakrustinen (See-)Sedimenten darstellt.
Die Nguba-Gruppe folgte ab 765 mya und war ein Proto-Ozeanischer Grabenbruch, ähnlich dem Afar-Dreieck/Roten Meer.
Ab 650 mya lagerte sich die Kundelungu-Gruppe ab, die einer Epi-Kontinentalen Lagune entsprach. Die oberste Untergruppe (KU3) entstand ab etwa 542 mya und wird als Lufilian-Vorland mit kontinentalen Klasten, lakustinen bis hin zu fluviatilen Flussdelta-Sedimenten, mit roten Arkosen, Sandsteinen und Feinschichtsedimenten (Shales) angesehen.
Alle, bis auf die KU3-Untergruppe, enthalten im Wesentlichen marine, nicht carbonathaltige Klasten (Siliclaste), Carbonate, insbesondere Dolomit und dolomitische Feinschichtsedimente. Die Roan- und Nguba-Gruppen werden getrennt von einer glazigenen Schicht aus Diamiktit/Tillit (Große Konglomerat-Schicht), die während der Sturtischen Eiszeit abgelagert wurde. Die Nguba- und die Kundelungu-Gruppen sind wiederum getrennt durch eine glazigene Diamiktit/Tillit-Schicht (Kleine Konglomerat-Schicht), die aus der Marinoischen Eiszeit stammt.
Neuerdings wird der LB mit seinem Vorland sowie dem angrenzenden Kibara-Gürtel im Zusammenhang mit dem noch wenig erforschten und schwach entwickelten Grabenbruch-Becken gesehen, das in Südwest-Richtung vom Westlichen Rift des Ostafrikanischen Grabenbruchs abzweigt. Hierzu gehört der Mwerusee, der in dem LB-Vorland liegt und der Upemba-Graben entlang des Kibara-Gürtels. Diese Zonen sind seismisch und geothermisch aktiv.

### Deformationen, Kompressionen
Der LB unterlag im Wesentlichen drei Hauptphasen der Deformation und Kompression der Gesteine.
Die erste (D1) fand zwischen 800 und 710 mya statt, mit einem Peak um 790 bis 750 mya. In dieser Phase, die mit der Hauptdeformationszeit im Sambesi-Gürtel korrespondiert, entwickelten sich Falten und Überschiebungsdecken mit nordostwärts gerichteter Transportrichtung zusammen mit vorwärts und rückwärts gerichteten gegenläufigen Verwerfungen. Zusammen ergeben sie die charakteristische dünnschichtige Struktur des LB. Dieser Bereich entspricht der Äußeren Region, die gänzlich in der DR Kongo liegt. An die Äußere Domaine schließt sich nördlich das Kundelungu Plateau an, das das Vorland des Bogens darstellt. Das Kundelungu-Plateau befindet sich zwischen dem Kibara-Gürtel und dem Bangweulu-Block.
Die zweite Deformationsphase (D2) erfolgte zwischen 690 und 540 mya, als sich die Kratone Kongo-SF und Kalahari annäherten. Sie beeinflusste die Krusten der ersten Phase durch mehrere linksgerichtete große Blattverschiebungen (Strike-Slip tectonic). Diese Vorgänge erfolgten nacheinander, und der östliche Block des LB rotierte im Uhrzeigersinn, so dass die konvexe Bogenform des LB entstand. Während dieser Phase wurde die Sedimentdecke vom Grundgebirge abgelöst und etwa 150 km weiter in Richtung der Äußeren Region geschoben. Diese Verschiebung wurde begünstigt durch die Freisetzung von Fluiden, die aus evaporitreichen wattähnlichen Ablagerungen der Roan-Gruppe entstanden.
Strukturell bildet diese Phase die Mittlere oder Dom-Region, die sich in der DR Kongo und Sambia entlang der gemeinsamen westlichen Grenze befindet. Die Dom-Region ist geprägt durch einen Korridor von emporgehobenen, gekippten Domen aus kristallinem Grundgestein, die durch metamorphe Obere-Grünschiefer- und Obere-Amphibolit-Fazies charakterisiert sind. In dieser Region befinden sich bedeutende Kupfer-Erzvorkommen, die den Katanga-Copperbelt bildet. In die Dom-Region intrudierten Reihen von Plutonen aus Gabbro. Auch die Mwembeshi-Scherungszone, die den LB vom Sambesi-Gürtel trennt, wurde aktiviert.
Die dritte (D3) Phase folgte nach 540 mya im Rahmen der Anlagerung von Ostgondwana an Afrika. Tektonisch wird sie als Innere Region oder als Faltengürtel (Synclinorial belt) bezeichnet, die sich komplett in Sambia erstreckt. Am südlichen Rand dieser Region, in Zentral-Sambia bis zur Mwembeshi-Scherungszone, intrudierte um 550 mya das Hook-Granite-Massiv, ein großer Batholith, in die abgelagerten Sedimente.
Post-orogene Ereignisse traten bis zum frühen Mesozoikum auf, induziert als Fernwirkung des südlichen aktiven Kontinentalrands von Gondwana.

## Bodenschätze
Der Lufilian-Bogen hat eine große wirtschaftliche Bedeutung aufgrund der Ausbeutung der reichen Kupfer- und Kobalt-Erze in der Katanga-Provinz der DR Kongo und des Copperbelts in Sambia.
Weiterhin werden u. a. Uran- sowie Blei- und Zinn-Vorkommen abgebaut.